# Phi Sagittarii
Phi Sagittarii (27 Sagittarii) é uma estrela na direção da constelação de Sagittarius. Possui uma ascensão reta de 18h 45m 39.35s e uma declinação de −26° 59′ 26.8″. Sua magnitude aparente é igual a 3.17. Considerando sua distância de 231 anos-luz em relação à Terra, sua magnitude absoluta é igual a −1.08. Pertence à classe espectral B8.5III.